# Uname
uname (скорочення від unix name) — команда UNIX-подібних операційних систем, що виводить інформацію про поточну систему: назву, версію тощо. Команда і системний виклик uname вперше з'явився ще у PWB/UNIX.

## Приклади
На RedHat GNU/Linux
```
# uname
Linux
# uname -a
Linux HOST.domain.com 2.6.9-55.ELsmp #1 SMP Fri Apr 20 17:03:35 EDT 2007 i686 i686 i386 GNU/Linux
```

На HP-UX
```
# uname -a
HP-UX HOSTNAME B.11.23 U 9000/800 105901597 unlimited-user license
```